# Wildshausen (Arnsberg)
Wildshausen ist ein kleiner Wohnplatz in Arnsberg und gehört zum Ortsteil Oeventrop. Bis ins 19. Jahrhundert hinein dominierte das Rittergut Wildshausen. Seit dem 19. Jahrhundert ist er vorwiegend Gewerbestandort. Die Zellstofffabrik Wildshausen bestimmte von 1873 bis 1990 die Entwicklung fast vollständig.

## Lage
Die Ansiedlung liegt im Osten der Stadt Arnsberg im Grenzbereich zu den Ortsteilen Freienohl und Brumlingsen der Stadt Meschede an der Ruhr. Am Ort geht die Landstraße 735 nach Hirschberg und Warstein vorbei.

## Frühe Geschichte
Dort befand sich im Mittelalter ein Haupthof. Eine erste Erwähnung des Haupthofes stammt von 1249. Der Hof lag in der Dinscheder Mark. Das Holzgericht und der Hof waren zu Beginn des 14. Jahrhunderts in der Hand der Edelherren von Ardey, die dieses 1310 mit weiteren Rechten an Erzbischof von Köln Heinrich II. von Virneburg verkauften. Nicht dazu gehörte der Haupthof selbst. Wann dieser verkauft wurde, ist unbekannt. Der Besitz war jedenfalls 1348 den Grafen von Arnsberg abgabepflichtig. Erst im Vertrag zum Verkauf der Grafschaft Arnsberg an das Erzstift Köln wird die Burg Wildshausen erwähnt. Wahrscheinlich handelte es sich eher um einen Jagdsitz als eine Befestigung. Sie diente der letzten Arnsberger Gräfin Anna von Kleve als Witwensitz. Nach ihrem Tod fiel die Burg zurück an das Erzstift. Daran knüpfte das Rittergut Wildshausen an. Um 1500 wurde Wildhausen als Lehen an Johannes von Padberg vergeben. Nach 1572 fiel es an das Erzstift zurück und wurde von der Oberkellnerei in Arnsberg verwaltet. Im 16. Und 17. Jahrhundert vergaben die Kurfürsten das Gut an verschiedene Personen. Der Besitz ging 1837 an Friedrich Gottlieb von der Becke und 1888 an Joseph Cossack über.

## Industrialisierung

### Bis zur Weltwirtschaftskrise
Der Unternehmer und Gutsbesitzer Friedrich Gottlieb von der Becke betrieb Mitte des 19. Jahrhunderts in Wildshausen ein Sägewerk. Im Jahr 1873 wurde eine Holzschleiferei zur Herstellung von Vorprodukten für die Papierindustrie gegründet. Dort waren bis zu 40 Personen beschäftigt. Im Jahr 1883 wurde die Anlage um eine Zellstofffabrik erweitert. Sie entstand nur wenige Jahre nach der Erfindung des Sulfitverfahrens zur Herstellung von Papierzellstoff. Im Jahr 1889 kam es zum Zusammenschluss mit einem ähnlichen Werk in Schlesien unter der Firma Verein für Zellstoffindustrie AG. Vor dem Ersten Weltkrieg waren dort etwa 200 Mann tätig.
1926 kaufte das Unternehmen eine vergleichbare Fabrik in Mainz-Kostheim. Die Firma wurde in Vereinigte Zellstoff- und Papierfabriken Kostheim-Oberleschen AG geändert. Im Zusammenhang mit der Weltwirtschaftskrise musste 1931 der Betrieb in Wildshausen eingestellt werden. Die Produktionsquote übernahm das Werk in Mainz. In Wildshausen wurden etwa 250 Personen arbeitslos.

### Neuanfang im Rahmen der NS-Autarkiepolitik
Im Jahr 1936 wurden die Vereinigten Zellstoff- und Papierfabriken von der Zellstofffabrik Waldhof gekauft. Im Rahmen der nationalsozialistischen Autarkiepolitik wurde auch der Standort Wildshausen reaktiviert. Dort sollte der Bau des ersten Chemiefaserzellstoffwerks erfolgen. Aufgrund des Holzreichtums des Sauerlandes, des Bahnanschlusses an die Obere Ruhrtalbahn und der Nähe zu weiteren nötigen Grundstoffen war die Lage vorteilhaft. Das Problem war, dass die Trinkwasserbelastung durch den Betrieb ausgeschlossen sein musste. Die Firma Waldhof sah sich dazu nicht in der Lage. Daraufhin wurde unter massiver staatlicher Einflussnahme im Rahmen des 1. Vierjahresplans Ende 1936 die Westfälische Zellstoff AG gegründet. Der Betrieb wurde von der Zellstofffabrik Waldhof für 200.000 RM übernommen. Am Grundkapital von 2 Millionen RM waren Waldbesitzer, Holzhändler, Lieferanten und eine ausländische Firma beteiligt. Hinzu kam ein Staatskredit über 4 Millionen RM. Im Jahr 1938 begann die Produktion.
Von Beginn an war die Belastung der Umwelt beträchtlich. 1939 wurde das Werk wegen der Belastung des Abwassers für fast ein dreiviertel Jahr geschlossen. Nur aufgrund der Einhaltung hoher Auflagen und durch die Einführung eines Veredelungsverfahrens, konnte der Betrieb wieder aufgenommen werden. Das Grundkapital musste auf 6,3 Millionen RM erhöht werden. Fast die Hälfte des Kapitals wurde von der Thüringischen Zellwolle Aktiengesellschaft in Schwarza gehalten. Das Unternehmen firmierte fortan unter Westfälische Zellstoff-Aktiengesellschaft „Alphalint“.
Neben den bisherigen Produkten wurden ab 1943 Vorprodukte für Ersatzlebensmittel auf Basis des Biosynverfahrens zur Produktion von Schimmelpilzen hergestellt. In Wildshausen wurden täglich 25.000 Kilo Eiweißmasse produziert. Die Masse wurde zu Herstellung unterschiedlicher Endprodukte etwa als Brotaufstrich verwendet. In den Nachbarorten sprach man von Wildshäuser Leberwurst. Die Produktion endete 1949.
Das ursprüngliche Ziel der Produktion der Eiweißmasse war die Versorgung von Zwangsarbeitern. Das Werk selbst beschäftigte eine beträchtliche Zahl Zwangsarbeiter. Im November 1943 wurden 86 Personen aus der Sowjetunion sowie 24 aus Polen eingesetzt. In der Nähe der Werksverwaltung wurde ein Lager aus Baracken errichtet. Es hatte eine Küche und war mit Stacheldraht umgeben. Im Lager befanden sich sowohl Unterkünfte von Männern als auch von Frauen. Im Lager wurden einige Kinder geboren.

### Nachkriegszeit
Insgesamt erlebte das Werk abgesehen von konjunkturellen Schwankungen eine kontinuierliche Aufwärtsentwicklung in der Bundesrepublik Deutschland. Eine größere Erweiterung war auf Grund der Abwasserproblematik allerdings nicht möglich. Investitionen wurden daher vorwiegend im Zonenrandgebiet mit entsprechenden Fördergeldern vorgenommen. Anfang der 1970er Jahre kam es noch einmal zu einer Umfirmierung zum alten Namen Westfälische Zellstoff AG. 1975 betrug das Kapital 8 Millionen DM. Problematisch war, dass das Unternehmen nach der Schließung bisheriger Werke von drei Abnehmern abhängig war. In den folgenden Jahrzehnten wurde die Situation auch als Folge der zunehmenden Umweltauflagen immer problematischer. Im Jahr 1990 ging die Firma in Konkurs. In Wildshausen verloren 183 Beschäftigte ihre Arbeit. Zum Abbruch des Werkes gehörte 1992 die Sprengung des 100 m hohen Schornsteins.
Seither war die Landesentwicklungsgesellschaft NRW und danach die NRW.Urban damit beschäftigt, die Fläche zu sanieren und mit Hilfe der Wirtschaftsförderung Arnsberg als Gewerbegebiet zu vermarkten.
Das ehemalige Casino der Zellstofffabrik steht unter Denkmalschutz.
In Wildshausen befindet sich eine Kläranlage des Ruhrverbandes.